# Annalisa Durante
Annalisa Durante (prononcé : [annaˈliːza duˈrante], née le 19 février 1990 et morte le 27 mars 2004 à Naples est une jeune fille italienne de 14 ans et victime innocente de la Camorra, la mafia napolitaine. 

## Biographie
Annalisa Durante est tuée dans le quartier de Forcella à Naples, lors d'un affrontement entre deux clans rivaux de la Camorra. Alors qu'elle discutait avec une amie et cousine devant sa maison, elle est abattue d'une balle dans la tête par Salvatore Giuliano, qui participe à une fusillade menée par le clan Bove-Mazzarella. Elle meurt après avoir été dans le coma pendant plusieurs jours.
Annalisa Durante, alors agée de 14 ans discute avec des amies quand des coups de feu éclatent. Annalisa est la troisième victime de règlements de comptes entre clans rivaux qui débouchent cette année là sur la faide de Scampia. Salvatore Giuliano se sert des jeunes filles comme boucliers humains, et tire à son tour avant de s'enfuir. L'épisode figure dans le livre de Roberto Saviano Gomorra.
Un prêtre local a accusé l'État d'avoir laissé le quartier à la merci de la Camorra. Un message sur un bouquet de fleurs déposé dans la rue où Annalisa a été abattue restitue le sentiment du quartier : « Libère-nous de ces monstres, au revoir Annalisa. ». Des milliers de personnes se sont rassemblées pour les funérailles chargées d'émotion. De nombreuses personnes en deuil étaient en larmes dans l'église paroissiale pour rendre hommage à Annalisa.
Salvatore Giuliano, membre du clan Giuliano qui contrôlait le quartier de Forcella, est arrêté le 30 mars 2004. En mars 2006, il est condamné à 24 ans de prison pour ce meurtre.
En 2005, le journal intime d'Annalisa Durante Il diario di Annalisa est publié en italien. 
Salvatore Giuliano est condamné en cassation à 20 ans de prison le 16 avril 2008. Il est libéré après avoir purgé 16 années d'emprisonnement puis est de nouveau arrêté pour extorsion de fonds. Ensuite, il devient pentito et collabore avec la justice italienne.

## Hommage et postérité
La famille de Annalisa fait don de ses organes après sa mort à sept personnes. Giannino Durante est devenu militant, animant entre autres la bibliothèque du quartier qui porte le nom de sa fille. Il rend également hommage au travail de l'éditrice et écrivaine de Scampia Rosario Esposito La Rossa (it).
Pour le vingtième anniversaire de la mort d'Annalisa Durante, Chiara Marciani propose que l'espace « Piazza Forcella », qui porte le nom d'Annalisa Durante et se situe dans les locaux d'un ancien cinéma, soit reconverti en un centre pour les jeunes de la ville de Naples. La bibliothèque Annalisa Durante y est hébergée. 